# Língua deg xinaq
Deg Xinag é uma língua Atabascana Setentrional falada pelo povo Deg Hit’ah em Shageluk em Anvik e em Holy Cross ao longo do rio Yukon, Alasca. A língua está quase extinta e seus falantes têm migrado para a língua inglesa.
A língua foi referida como Ingalik por Osgood (1936). Embora esse termo ainda apareça na literatura, é hoje considerado pejorativo. A palavra "Ingalik" veio das  línguas yupik do Alasca Central  Ingqiliq "índio".
Engithidong Xugixudhoy (As histórias de antanho), uma coleção de tradicionais contos folclóricos em Deg Xinag da autoria da anciã Belle Deacon foi publicada em 1987 pelo “Alaska Native Language Cente”. Um manual de alfabetização com fitas de áudio foi publicado em 1993.

## Dialetos
Há dois principais dialetos, Yukon e Kuskokwim. O Yukon (Yukon Deg Xinag, Yukon Ingalik) é o tradicional dos vilarejos do baixo rio Yukonr (Anvik, Shageluk, Holy Cross),embora desde 2009 não haja mais falantes em Anvik eHoly Cross. Kuskokwim (Kuskokwim Deg Xinag, Kuskokwim Ingalik) é tradicional nos assentamentos no trecho médio rio Kuskokwim. 

## Escrita
O Deg Xinag usa a forma Atabascana do alfabeto latino, a qual não tem as letras C isolada Usam-se, porém, CH e Ch’), F, R, W. Usam-se o apóstrofo, 4 consoantes com diacríticos e grupos de consoantes e 40 grupos de 2 ou 3 consoantes

## Exemplos
- q'unt'ogh avião
- ggagg animal
- ggagg chux urso (lit 'grande animal')
- sraqay criança
- dran dia
- xik'ugił'anh médico, enfermeiro
- łegg peixe
- łek cão
- sileg meu cão
- vileg cão dela
- tso tl'ogh iy mamute
- dina' k'idz boneca (lit. 'pessoa pequena')
- xidondiditey porta
- ngan' dit'anh terremoto
- sito' meu pai
- vito' pai dela
- yix causa
- tinh gelo
- dangan ferro, metal
- deloy montanha
- vanhgiq Sorvete indígena do Alasca
- choghlugguy em Anvik) ; niq'asrt'ay (em Shageluk) raposa
- vinixiłyiq de manhã
- giłiq um
- teqa dois
- togg três
- denhch'e quatro
- niłq'osnal giłiggi viq'idz iy onze

## Amostra de texto
Pai Nosso
Dennaqwu Tho, yu ye¢edonen, ñi erzre yian ñizren. Diñita yuqhotsu denna ñitsuqutiçda¢hl Dennatiq. Yuqhotsu hokaidiñitaitsun diñita hokuitlne, go ñan wukudzu, yu yit huku. Gout dran dennagu nuxaintltçun denna tloñuaiq, drantu qounnet. Yithoitsun yuqhotsu dennagu trohaidtuqtsun ditroutantsun kuçqunihlneq, yuqhotsu denna qavwugu trohaidtuqtsun tdu denna quhlantsun utdoxwun kuçqutdradlniq hukudutrihlan. Yithoitsun denna oqo quqaidtroç tuqoitsun denna tiçihltaq; Dahlinni trohaidtuqtu qoxogitdu noundennañihltaiq. Kwatdedl nitde yian Dennatiq eñilan, eñitlitç, eñizren, tsuqoyan. Amen.